# Bulevardul Regina Elisabeta
Bulevardul Regina Elisabeta din București este situat în sectorul 5 și leagă Piața Universității de Piața Mihail Kogălniceanu. De-a lungul străzii se află o serie de instituții politice, administrative, culturale importante, precum și o serie de hoteluri, obiective culturale și cel mai vechi parc din București, Parcul Cișmigiu.

## Istoric

#### Denumire
În anul 1870 se deschide circulației ”Bulevardul Doamna Elisabeta”, care va purta numele de Bd. Academiei până în 1930 când devine „Bulevardul Regina Elisabeta” după numele primei regine a României. În 1948, primul an de republică populară, când numele care aveau conexiuni cu vechiul regim sunt înlocuite, strada capată numele de "Bulevardul 6 Martie" pentru ca după numai 17 ani, în 1965, după moartea liderului comunist  Gheorghe Gheorghiu-Dej să fie redenumit "Bulevardul Gh. Gheorgiu-Dej". 
În 1990, prin decizia 173 a PMB strada este denumită ”Bulevardul Mihail Kogălniceanu”; în octombrie 1995 își schimbă din nou numele în "Bulevardul Elisabeta" pentru ca numai două luni mai târziu să devină „Bulevardul Regina Elisabeta”, nume pe care îl poartă și în prezent.

## Clădiri și monumente
- Universitatea București
- Statuia lui Ion Heliade Rădulescu
- Statuia lui Mihai Viteazul
- Statuia lui Gheorghe Lazăr
- Statuia lui Spiru Haret
- Palatul Cercului Militar Național

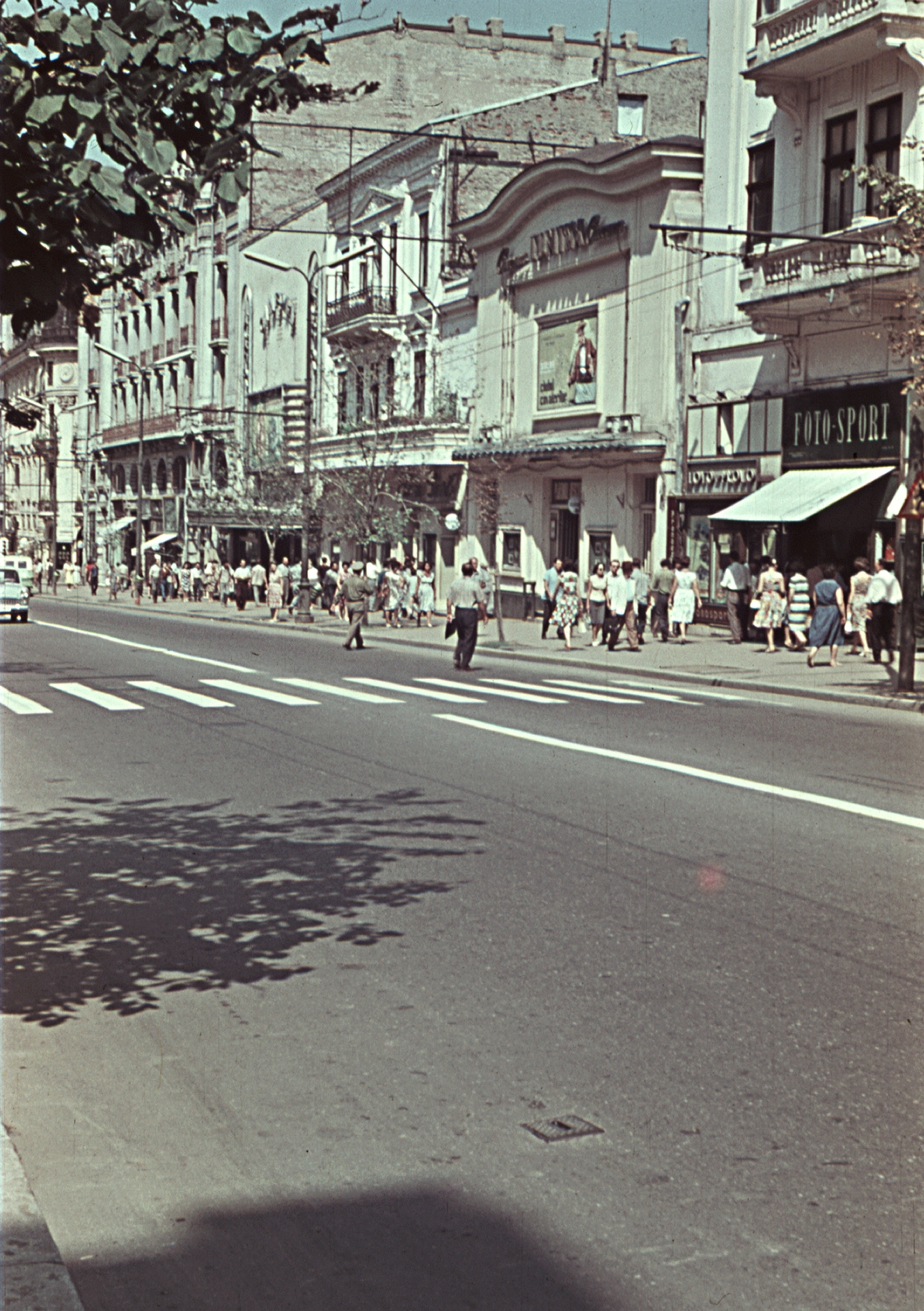
Bulevardul Regina Elisabeta în 1962

- Palatul Societății de Asigurări "Generala"
- Palatul Creditului Industrial
- Grand Hôtel du Boulevard
- Primăria sectorului 5
- Hotel Cișmigiu
- Palatul Primăriei Capitalei
- Parcul Cișmigiu
- Clădirea Arhivelor Naționale
- "Berăria Gambrinus", înființată de Ion Luca Caragiale
- Cinematograful "București"
- Liceul Gheorghe Lazăr
- Biserica Doamnei
- Hotel Princiar